# مارين كون
مارين كون هو لاعب كرة قدم كرواتي، ولد في 8 فبراير 1985 في رييكا في كرواتيا. لعب مع نادي رييكا ونادي صحار ونادي فلامورتاري فلوره.

## وصلات خارجية
- مارين كون على موقع قاعدة بيانات كرة القدم.إي يو (الإنجليزية)
- مارين كون على موقع Soccerway.com (الإنجليزية)
- مارين كون على موقع عالم كرة القدم.نت (الإنجليزية)